# Ropalopus ruficollis
Ropalopus ruficollis är en skalbaggsart som beskrevs av Matsumura 1911. Ropalopus ruficollis ingår i släktet Ropalopus och familjen långhorningar. Inga underarter finns listade i Catalogue of Life.